# Althenia orientalis
Althenia orientalis là một loài thực vật có hoa trong họ Potamogetonaceae. Loài này được (Tzvelev) García-Mur. & Talavera mô tả khoa học đầu tiên năm 1986.